# Elecciones generales de Palaos de 2004
Las octavas elecciones generales de Palaos tuvieron lugar el 2 de noviembre de 2004. Thomas Remengesau, Jr. obtuvo su reelección con un aplastante 66% de los votos en primera vuelta, convirtiéndose en el presidente de Palaos en lograr la mayor victoria electoral en la historia del país. Los candidatos a la Cámara de Delegados y el Senado se presentaron como independientes, debido a que en Palaos no hay partidos políticos. Elias Camsek Chin obtuvo la Vicepresidencia. La participación electoral fue del 74.79%.

## Resultados
| Candidatos                         | Votoss | %     |
| ---------------------------------- | ------ | ----- |
| Tommy Remengesau                   | 6.260  | 66.31 |
| Polycarp Basilius                  | 3.180  | 33.69 |
| Votos en blanco/anulados           | 224    | –     |
| Total                              | 9.664  | 100   |
| Votantes registrados/participación | 12.922 | 74.79 |
| Fuente: IFES                       |        |       |